# 加贺真理子
加贺真理子（日语：／ Kaga Mariko，1943年12月11日—），或译加贺麻理子，本名加賀雅子（日语：加賀 雅子），女，日本演员。曾获得電影旬報十佳獎最佳女配角、藍絲帶獎最佳女配角等奖项。